# Judith Alpi
Judith Alpi Ghirardi (* 3. März 1893 in Santiago de Chile; † 5. Februar 1983 ebenda) war eine chilenische Malerin.

## Leben und Wirken
Nach einer musikalischen Ausbildung nahm Alpi Malunterricht bei Nicanor González Méndez und studierte an Escuela de Bellas Artes bei Fernando Álvarez de Sotomayor, Juan Francisco González und Alberto Valenzuela Llanos. Sie unterrichtete an der Escuela de Artes Plásticas des Liceo Nº1 de Niñas in Santiago, am Instituto Pedagógico und der Escuela de Artes Aplicadas und gehörte zu den Gründern der Sociedad Nacional de Bellas Artes.
Als Malerin wird sie der Generación del Trece um ihren Lehrer Sotomayor zugerechnet. Sie erhielt mehrfach Auszeichnungen des Salón Oficial und Salón Nacional und hatte ab den 1960er Jahren mehrere Einzelausstellungen in Santiago. Im Besitz des Museo Nacional de Bellas Artes befinden sich die Gemälde Retrato de Laura Rodig, Kimono Blanco und María Madge Hanna Moya.

## Quelle
- Museo Nacional de Bellas Artes - Judith Alpi